# Феррейруш-де-Авойнш
Феррейруш-де-Авойнш (порт. Ferreiros de Avões)  —  район (фрегезия) в Португалии,  входит в округ Визеу. Является составной частью муниципалитета  Ламегу. По старому административному делению входил в провинцию Траз-уж-Монтиш и Алту-Дору. Входит в экономико-статистический  субрегион Доуру, который входит в Северный регион. Население составляет 572 человека на 2001 год. Занимает площадь 2,77 км².
Покровителем района считается Дева Мария (порт. Nossa Senhora da Luz). 